# Stanisław Biega (major)

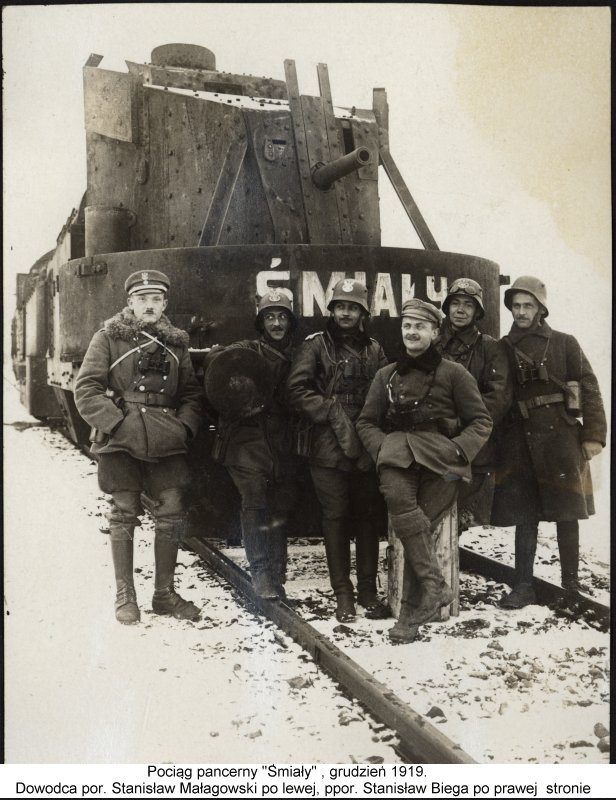
Pociąg pancerny Śmiały (z prawej Stanisław Biega)

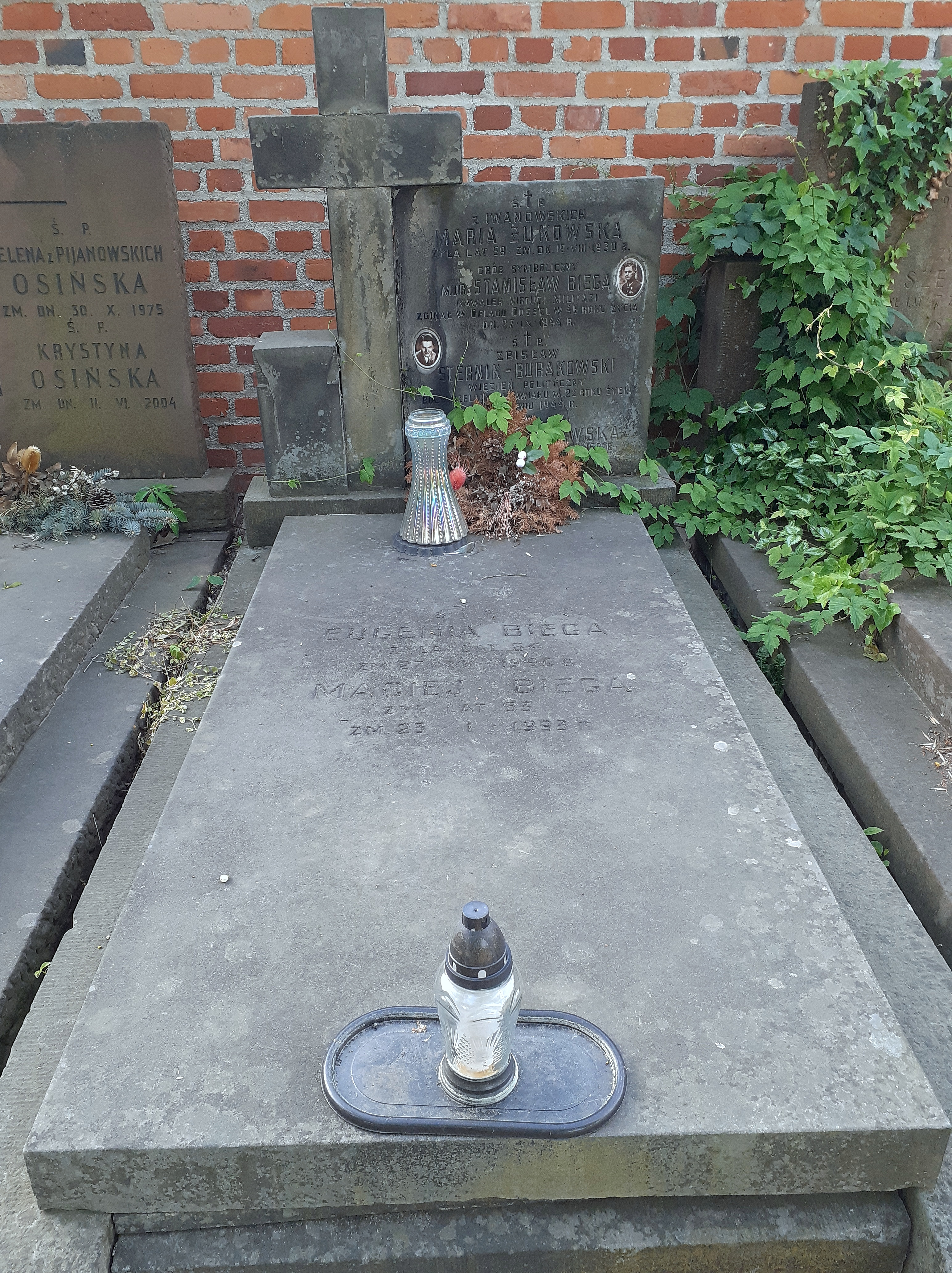
Grób symboliczny Stanisława Biegi

Stanisław Biega (ur. 5 września 1893 w Sanoku, zm. 27 września 1944 w Oflagu VI B Dössel) – major dyplomowany saperów Wojska Polskiego, działacz niepodległościowy, kawaler Orderu Virtuti Militari, uczestnik czterech wojen.

## Życiorys

### Dzieciństwo i młodość
Urodził się 5 września 1893 w Sanoku, jako najstarszy syn Stanisława Jana Antoniego Biegi (1862–1923) i Marii z Baumanów (córka inż. Stanisława Baumana i Jadwigi z Lubowieckich). Ojciec był prawnikiem, nauczycielem, działaczem społecznym. Stanisław Biega miał siostrę Jadwigę (1891–1983), nauczycielkę i brata Bolesława (1896–1976), dyplomatę. Jego wujami (bracia ojca) byli Henryk (ur. 1844), kanonik, rektor seminarium duchownego w Przemyślu, Leopold (1848–1910), nauczyciel, dyrektor szkoły w Sanoku, Władysław (ur. 1850), nauczyciel, dyrektor szkoły w Dynowie.
Uczęszczał do szkół w Sanoku. W 1911 zdał egzamin dojrzałości w C.K. Gimnazjum Męskim w Sanoku (w jego klasie byli m.in. Stefan Lewicki, Józef Premik, Jan Polański, Kazimierz Swoszowski, Paweł Wiktor, Edward Zegarski). Wstąpił na Politechnikę Lwowską, gdzie ukończył pięć semestrów. Równocześnie przechodził przeszkolenie wojskowe w Polowych Drużynach Sokolich.
Wkrótce po wybuchu I wojny światowej wstąpił do Legionu Wschodniego. Po rozwiązaniu Legionu w Mszanie Dolnej przedostał się do Kijowa. Na terenie Rosji działał w Związku Walki Czynnej jako komendant obwodu kijowskiego. Następnie wstąpił do I Korpusu Polskiego gen. Józefa Dowbora-Muśnickiego. 1 grudnia 1917 wstąpił do Legii Oficerskiej. W styczniu 1918, w randze podporucznika, zgłosił się na ochotnika do załogi pociągu pancernego „Związek Broni”. 14 stycznia uczestniczył w ataku 4 pułku strzelców na stację Żłobin (przez sześć godzin odpierał ataki bolszewików), 21 stycznia brał udział w wyprawie pociągu pancernego na stację Czerwony Brzeg uczestnicząc w pościgu na nieprzyjacielem. Za swoje czyny bojowe w walkach z siłami bolszewickimi pod Bobrujskiem w lutym 1918 i wykazanie niezwykłej odwagi ppor. Stanisław Biega został odznaczony Krzyżem Srebrnym Orderu Wojskowego Virtuti Militari (nr 8195). W tym czasie jego dziadek Stanisław Bauman, syn powstańca listopadowego Ernesta Baumana, przekazał mu także jego Order Virtuti Militari.

### Wojna polsko-bolszewicka
Po rozwiązaniu I Korpusu, w maju 1918, przedostał się do Krakowa. Tam razem ze swoim byłym dowódcą pociągu „Związek Broni” por. Stanisławem Małagowskim zorganizowali nowy pociąg pancerny „Śmiały”. Wyruszyli na odsiecz oblężonego Lwowa podczas wojny polsko-ukraińskiej. Po zwycięstwie zostali skierowani do walk w wojny polsko-bolszewickiej na froncie litewsko-białoruskim. 8 maja 1919 został wraz częścią załogi Śmiałego przeniesiony na zdobyczną pancerkę, której zostaje dowódcą. pociąg otrzymuje nazwę Śmialy–szeroki. Dowodząc pociągiem „Śmiały Szeroki” brał udział w walkach pod Smorgoniem, Zalesiem, Mołodecznem, Starą Wilejską „gdzie skutecznie wspierany przez piechotę zmusił niejednokrotnie atakujących bolszewików do odwrotu”. W lipcu 1919 wraca do załogi pociągu Śmiały.
W listopadzie 1919 otrzymał przydział na instruktora w Wielkopolskiej Szkoły Podchorążych Piechoty w Poznaniu. Stamtąd został przeniesiony do batalionu maszynowego. W lipcu 1920 przy natarciu Armii Czerwonej na zachód, posłano go na front wraz z 15 pułkiem piechoty, ale zachorował na malarię i znalazł się w szpitalu.

### Dwudziestolecie międzywojenne
Po wyjściu ze szpitala w latach 1921–1925 pełnił obowiązki dowódcy plutonu i dowódcy kompanii reflektorów w batalionie maszynowym w Nowym Dworze Mazowieckim. 3 maja 1922 roku został zweryfikowany w stopniu porucznika ze starszeństwem z dniem 1 czerwca 1919 roku i 62. lokatą w korpusie oficerów inżynierii i saperów, a jego oddziałem macierzystym był nadal batalion maszynowy. 31 marca 1924 roku został awansowany na kapitana ze starszeństwem z dniem 1 lipca 1923 roku i 41. lokatą w korpusie oficerów inżynierii i saperów. W 1925 roku, po ukończeniu 7-miesięcznego IV Kursu Doszkolenia Oficerów Saperów, został przydzielony z batalionu elektromechanicznego do Oficerskiej Szkoły Inżynierii na stanowisko wychowawcy.
W latach 1927–1929 odbył studia w Wyższej Szkole Wojennej w Warszawie. Następnie do 1931 służył jako oficer wyszkolenia w Dowództwie Okręgu Korpusu nr X w Przemyślu, w 1931 został przeniesiony do dowództwa 2 Brygady Saperów. We wrześniu 1933 został przeniesiony do batalionu elektrotechnicznego na stanowisko oficera sztabowego do spraw wyszkolenia. W 1934 został przeniesiony do Dowództwa Okręgu Korpusu nr I w Warszawie. 27 czerwca 1935 roku został mianowany majorem ze starszeństwem z dniem 1 stycznia 1935 roku i 5. lokatą w korpusie oficerów inżynierii i saperów. Do 1937 był na stanowisku oficera do spraw wyszkolenia w batalionie elektrotechnicznym. W 1937 został zastępcą dowódcy 2 batalionu saperów kaniowskich w Puławach. W następnym roku zajmowane przez niego stanowisko otrzymało nazwę „I zastępca dowódcy batalionu”.

### Kampania wrześniowa
W czasie kampanii wrześniowej 1939 był przydzielony do sztabu Armii „Poznań” gen. Tadeusza Kutrzeby. Wziął udział w bitwie nad Bzurą. Wraz z niedobitkami armii przedostał się do oblężonej Warszawy i wziął udział w jej obronie. Po kapitulacji załogi stolicy znalazł się w niemieckiej niewoli, w Oflagu VI B Dössel (nr jeniecki 48988/IV A). Nie doczekał wyzwolenia – zginął 27 września 1944 podczas alianckiego nalotu. Został pochowany na cmentarzu w Dössel (obecnie część miasta Warburg) razem z 184 innymi zabitymi w tym tragicznym zdarzeniu.
Symboliczna inskrypcja pamięci Stanisława Biegi została umieszczona na grobowcu rodzinnym na Cmentarzu Powązkowskim w Warszawie (kwatera PPRK-1-240).

## Życie prywatne
W 1923 ożenił się z Ireną, z domu Helbich. Mieli syna Stanisława (ur. 1925), który w 1944 walczył w Górach Świętokrzyskich, następnie wyjechał do Australii. Owdowiał w 1937 po długiej chorobie żony. Powtórnie się ożenił w 1938 z Eugenią Żukowską, która była później osadzona w obozie w Ravensbrück (zm. 1990). Mieli syna Macieja (1939–1993), którego ojciec nie zdołał zobaczyć po urodzeniu. Jego bratankiem był Bolesław Krzysztof Biega, powstaniec warszawski.

## Ordery i odznaczenia
- Krzyż Srebrny Orderu Wojskowego Virtuti Militari nr 8195 – 4 sierpnia 1922[21]
- Krzyż Niepodległości – 9 października 1933 „za pracę w dziele odzyskania niepodległości”[22][23]
- Krzyż Walecznych czterokrotnie (po raz 1 w 1921, po raz 2, 3 i 4 w 1922[24], po raz 1 i 2[25])
- Srebrny Krzyż Zasługi – 15 grudnia 1926[26]
- Order Świętych Maurycego i Łazarza
- Medal Zwycięstwa[27]
- Odznaka „Znak Pancerny” nr 512 – 11 listopada 1933[28]